# 곽국희
곽국희(郭國熙, 1982년 8월 3일 ~ )은 전 KBO 리그 야구 선수의 투수이며, 한국 프로 야구 한화 이글스의 투수코치이다.경기도 성남시에서 태어나 성남고등학교를 졸업했다. 2001년 2차 7순위로 SK 와이번스의 신인 지명을 받아 입단했다. 2003년 시즌 후 방출되었고, 이후 현역으로 복무하여 제대하였다. 제대 후 KIA 타이거즈에 2005년 7월 13일 신고선수로 이적하여 2군이 되었고 투수로 전향하게 된다. 하지만 이듬해인 2006년 6월 30일 신고선수 계약 해지로 방출당했고, 도일하여 일본 독립 리그에서 활동하였다.